# Thọ Xuân (phủ)
Phủ Thọ Xuân là phủ thuộc tỉnh Thanh Hóa được đặt tên năm Minh Mệnh 2 (1821).